# Levée en masse

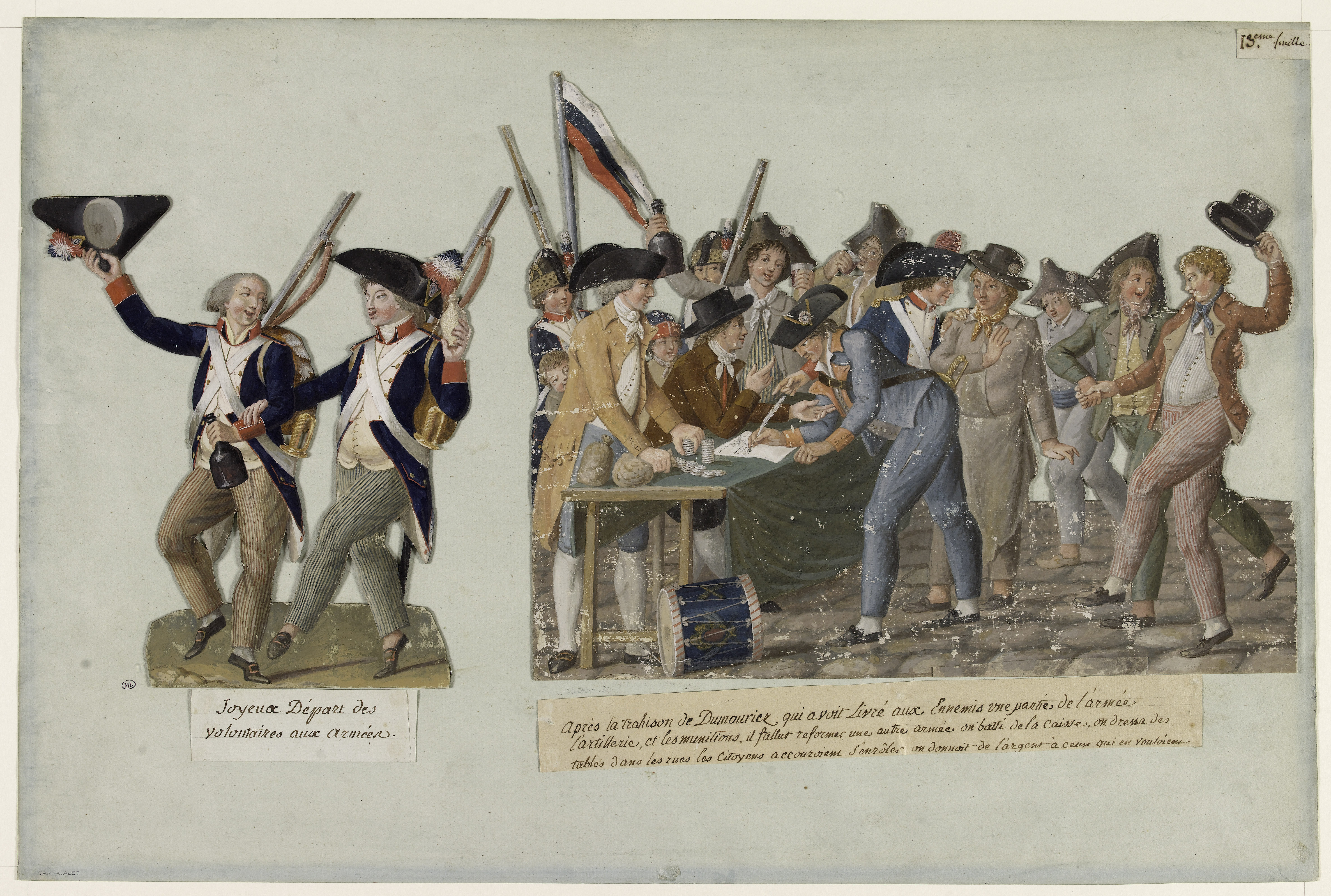
Joyeux départ des volontaires aux armées, gouache de Jean-Baptiste Lesueur, 1793, musée Carnavalet.

Par le décret du 24 février 1793, la Convention décide la levée de trois cent mille hommes, pris parmi les célibataires ou veufs de 18 à 40 ans. Chaque département de France doit fournir des volontaires, complétés par des hommes requis par désignation ou par tirage au sort. La Convention décrète ensuite, le 23 août 1793, la levée en masse concernant la tranche d'âge de 18 à 25 ans. Cette levée en masse renforce considérablement les armées mais suscite de forts mécontentements populaires régionaux, entraînant des émeutes et insurrections. Elle est notamment l'élément déclencheur de la guerre de Vendée.

## Historique

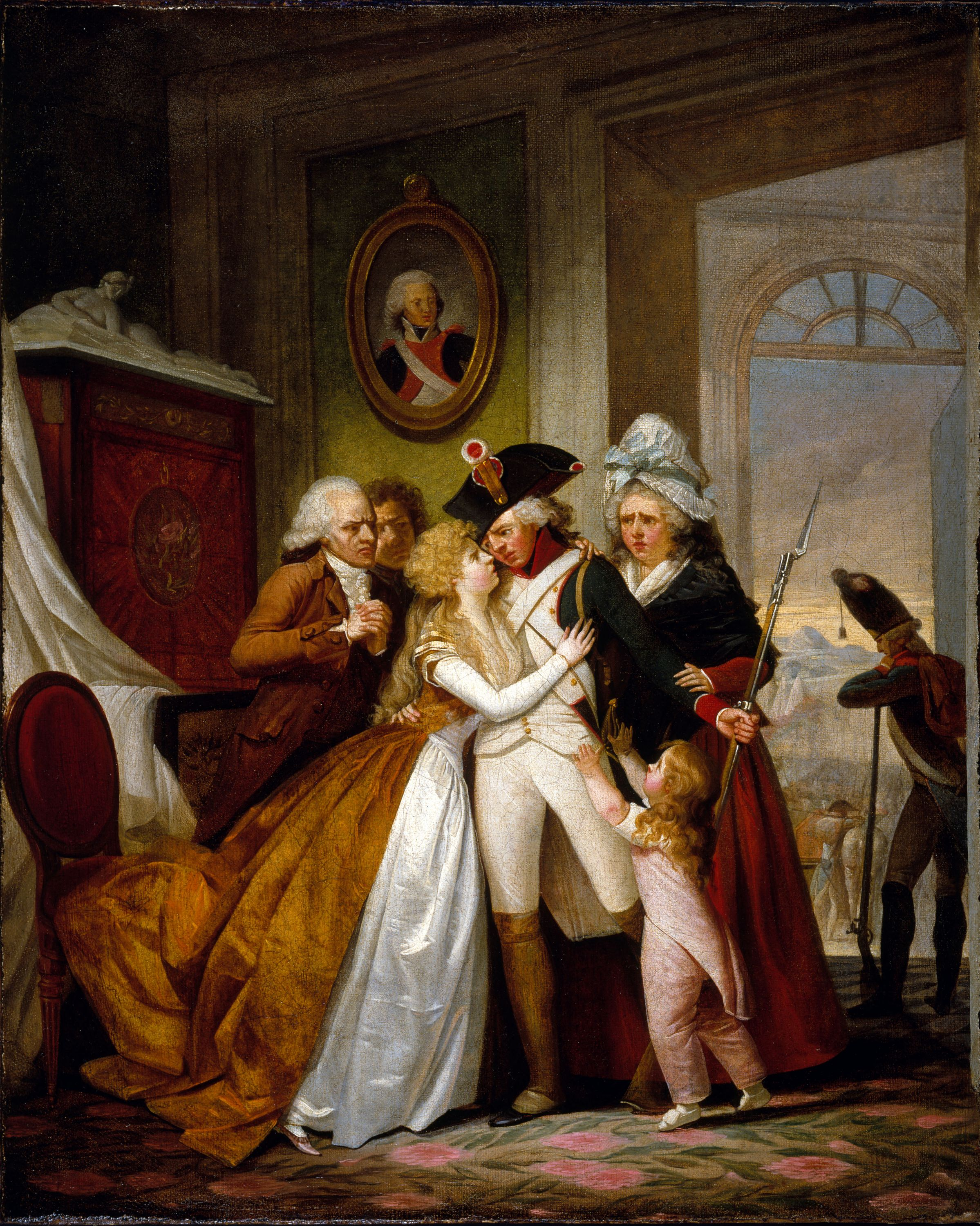
Le départ du volontaire, vers 1793, peinture anonyme, musée Carnavalet.

Le but de la levée en masse est de faire face à la baisse subite des effectifs de l'armée révolutionnaire française due aux pertes, aux désertions et, plus largement, aux départs massifs des volontaires levés en 1792 pour la durée d'une campagne, qui estiment pouvoir rentrer chez eux, l'ennemi ayant été repoussé hors des frontières.
Cette levée a un effet très favorable pour les armées puisque malgré les résistances et désertions, le nombre d'hommes sous les drapeaux augmente considérablement.
Le 23 août 1793, la levée en masse des hommes de 18 à 25 ans est décrétée à la suite du rapport Barère. Alors qu'en février 1793, la France n’avait que 200 000 hommes sous les drapeaux, elle en compte 500 000 en juillet, 732 000 en septembre, et 804 000 en décembre 1793 répartis en 15 armées, chiffre considérable pour l'époque.
Composée de façon hétéroclite, cette armée se révèle peu efficace à l'intérieur du pays, notamment au cours de la guerre de Vendée. Sur les frontières, les volontaires sont intégrés à l'armée commandée par les généraux surveillés par le Comité de Salut public. Le Ministère de la Guerre était contrôlé par des proches d'Hébert, notamment par Vincent. Les volontaires comprenaient un grand nombre de sans-culottes et leur départ, et le cas échéant, leur mort, affaiblira leur mouvement et contribuera à la reprise du pouvoir par la Convention au détriment de la Commune insurrectionnelle de Paris.
Dans l'armée de ligne recomposée, les hommes sont restés connus sous l'appellation de Soldats de l'an II ou Armée de l'an II en référence à l'année II du calendrier révolutionnaire.

## Révoltes
La levée en masse suscite un fort mécontentement paysan et provoque des émeutes, surtout dans l'ouest de la France, qui entraînent le début de la guerre de Vendée. En mars 1793, des insurrections éclatent en Vendée, en Loire-Atlantique, en Maine-et-Loire, dans le Morbihan, dans les Deux-Sèvres et plus partiellement dans la Mayenne, en Ille-et-Vilaine, dans les Côtes-du-Nord, dans le Finistère et dans la Sarthe. Les républicains parviennent à mater les insurgés dans les régions au nord de Loire, mais ils échouent au sud du fleuve. Quelques incidents, mais de bien moindre ampleur, sont également signalés dans quelques autres départements : Indre-et-Loire, Loir-et-Cher, Cher, Nièvre, Haute-Vienne, Lot, Gers, Haute-Loire, Lozère, Tarn, Hérault, Somme, Doubs et Bas-Rhin.